# Прапор Трубиць
Прапор Трубиць — офіційний символ села Трубиці, Рівненського району Рівненської області, затверджений 28 листопада 2024 р. рішенням сесії Костопільської міської ради. 
Автор — А. Гречило та Ю. Терлецький.

## Опис
Квадратне полотнище, що складається з трьох діагональних смуг з нижнього кута від древка — синьої, жовтої та синьої (співвідношення їхніх ширин становить 7:6:7), на жовтій смузі синя труба-горн, повернута розтрубом догори, на синіх полях — по білій квітці латаття із жовтою серцевиною.

## Значення символів
Труба-горн є асоціативним символом, який вказує на назву поселення. Дві квітки латаття означають два ставки, які розташовані в селі. 